# Swedair

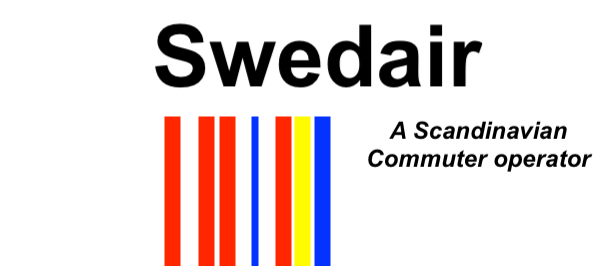
Swedair-Logo nach der Integration in SAS Commuter

Swedair war eine schwedische Fluggesellschaft, die 1935 unter dem Namen Svensk Flygtjänst gegründet wurde. Ab 1994 ging das Unternehmen sukzessive in SAS auf, als es unter dem Namen Swelink innerhalb Schwedens operierte.

## Geschichte

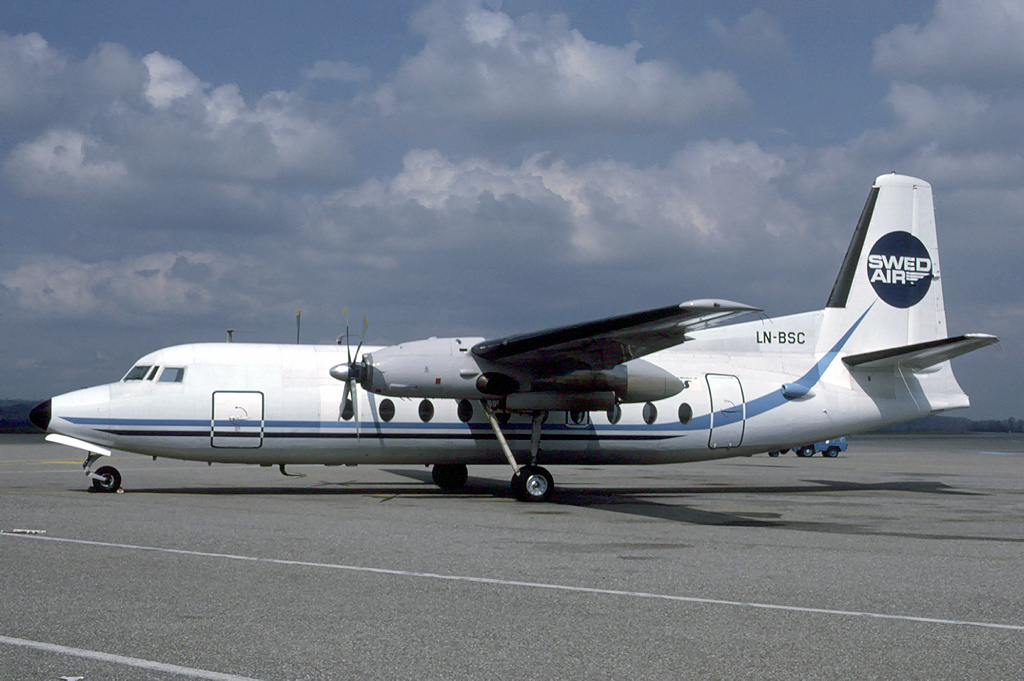
Fokker F-27 im Dienst der Swedair (1986)

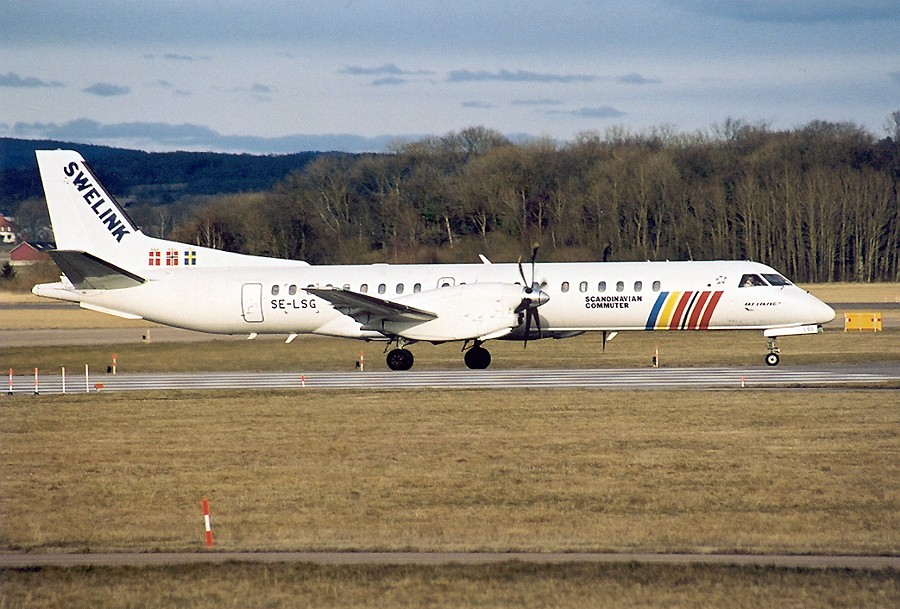
Saab 2000 unter dem Label „Swelink“ (2001)

Im Jahr 1935 gründete Tor Eliasson die Fluggesellschaft Svensk Flygtjänst, die er bis zu seinem Tod 1971 führte. Im Jahr 1975 wurde die Fluggesellschaft von der erst 1968 gegründeten Crownair übernommen, an der Linjeflyg mit 50 % beteiligt war. Das Fusionsunternehmen benannte sich im folgenden Jahr in Swedair um. Der Fokus lag auf dem nationalen Flugverkehr innerhalb Schwedens, teilweise wurden Flugzeuge wie die Saab 340 jedoch auch im Auftrag der verbundenen Unternehmen Linjeflyg und SAS für internationalen Flugverkehr genutzt.
Anfang der 1990er Jahre bekam SAS zunehmend finanzielle Probleme und startete eine Konsolidierungsphase. Dabei wurden Unternehmen, an denen die Fluggesellschaft beteiligt war, komplett übernommen, wie Swedair im Jahr 1993 oder Linjeflyg. Im Jahr 1994 stand dabei ein Verkauf der Swedair im Raum. Letztlich wurde das Unternehmen in die 1988 als Regionalfluglinie für Dänemark, Norwegen und Schweden initiierte Tochtergesellschaft SAS Commuter integriert, wo sie unter dem Label Swelink innerhalb Schwedens operierte. Die Aktivitäten unter dem eigenen Namen wurden am 31. Juli 1994 eingestellt. Mit der Auflösung von SAS Commuter 2004 verschwand die Gesellschaft endgültig.